# Koltur

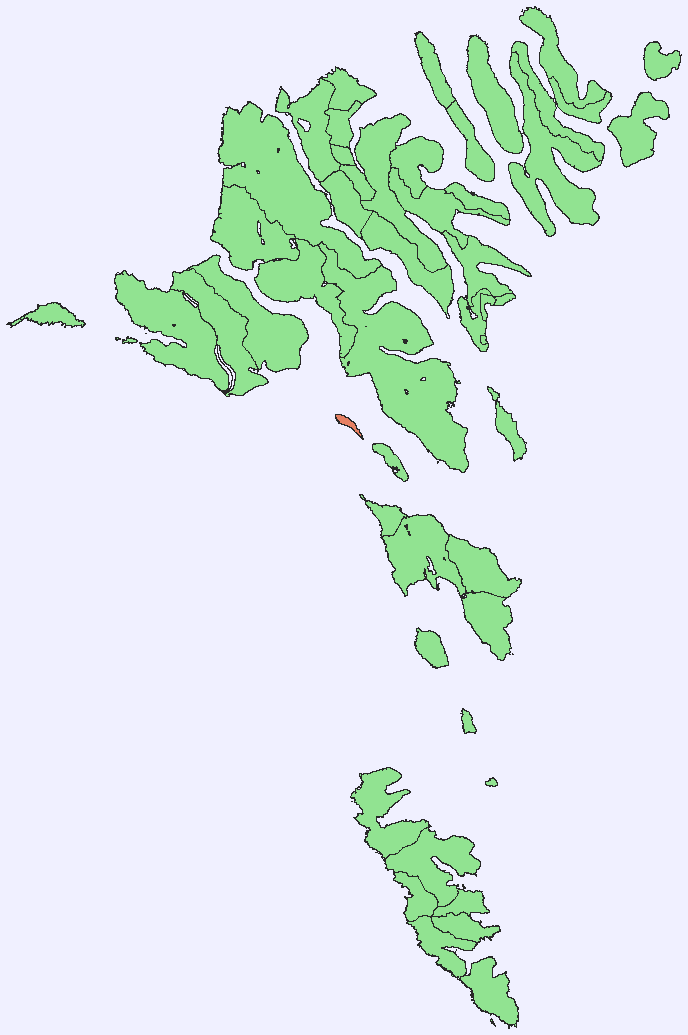
Vị trí đảo Koltur trên bản đồ Quần đảo Faroe.

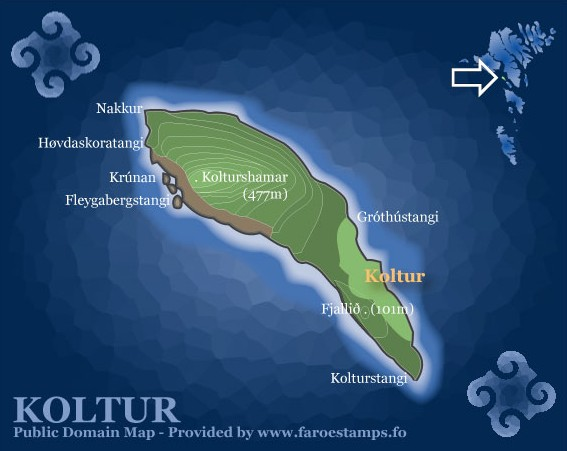
Bản đồ địa hình Koltur.

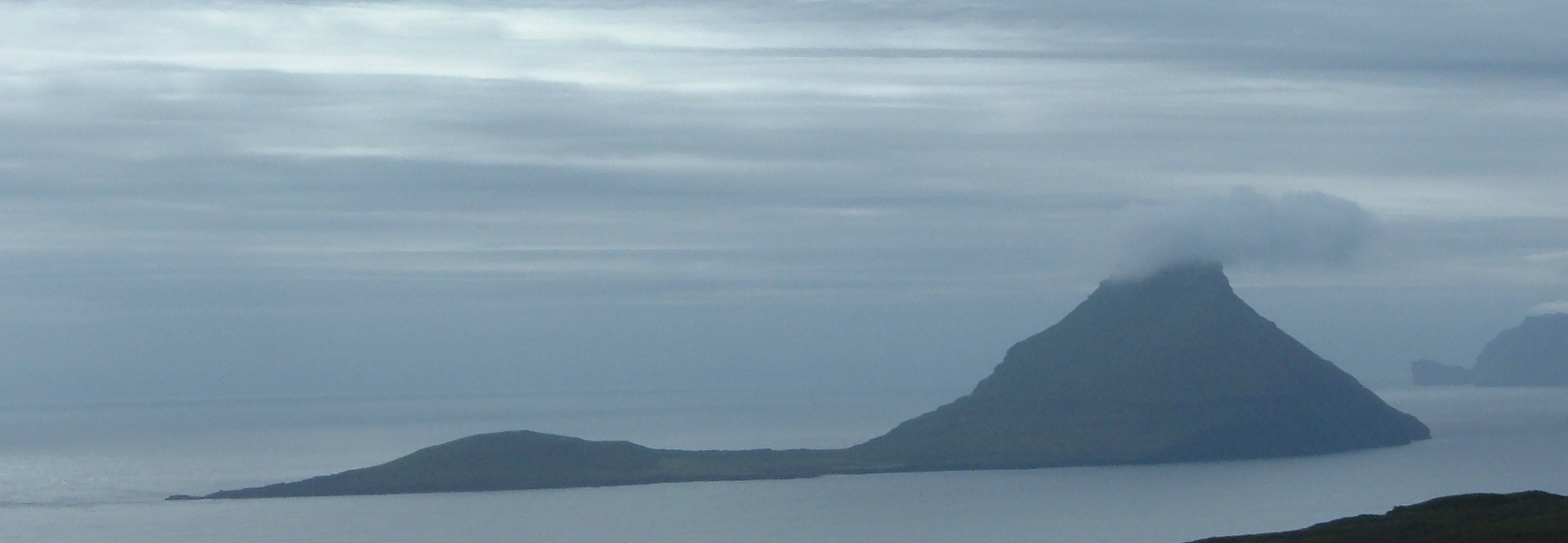
Koltur nhìn từ đảo Streymoy, 2005. Đảo ở phần nền bên tay phải là đảo Vágar.

Koltur (tiếng Đan Mạch Kolter) là 1 đảo nhỏ của Quần đảo Faroe, nằm ở phía đông nam đảo Streymoy và phía tây bắc đảo Hestur. Diện tích của đảo chỉ có 2,5 km² với 1 gia đình gồm 2 cư dân (năm 2002). Hơn phân nửa diện tích đảo Koltur là 1 ngọn núi tên là Uppi á Oyggj (còn gọi là Kolturshammar), 478 m; do đó có thể tên Koltur mượn từ tiếng Bắc Âu cổ koltr nghĩa là nút núi đá. (Thuyết khác cho rằng tên đảo mượn từ tiếng Anh colt nghĩa là ngựa đực non, đối lập với tên đảo lân cận Hestur (Hestoy = ngựa) ở phía nam). Khoảng phân nửa diện tích còn lại là đất nông nghiệp.

## Lịch sử
Cũng giống như đảo Hestur, đảo Koltur đã có người cư ngụ từ thời đại Viking hoặc từ thời trung cổ. Ban đầu đảo chỉ có 1 nông trại, nhưng sau đó chia thành 2. Nông trại đầu gọi là Heimi í Húsi và nông trại sau là Norðuri í Gerðum. Một thời gian sau lại chia thành 4 nông trại. Số dân lúc cao nhất tăng lên khoảng 50 người. Trong hàng nhiều chục năm chỉ có 2 gia đình cư ngụ ở đảo, mà người của 2 gia đình này không bao giờ nói chuyện với nhau (chẳng ai biết lý do tại sao ?). Năm 1989, cả hai gia đình đều rời đảo và đảo trở thành đảo hoang. Trong thập niên 1990 một gia đình 2 người gồm vợ chồng Lükka và Bjørn Patursson (em của nghệ sĩ Tróndur Patursson) ở Kirkjubøur (đảo Streymoy) đến cư ngụ ở nông trại Norðuri í Gerðum (cũng gọi là Koltursgarður) với sự trợ giúp của cơ quan tài chính công và quỹ tư để trùng tu và bảo toàn 1 nông trại cổ.
Nông trại thứ hai Heimi í Húsi kể trên, đã là nơi quay phim Barbara (của Đan Mạch) và phim Dansurinn của Iceland. Nữ hoàng Margrethe II của Đan Mạch đã tới thăm đảo năm 1995.
Về hành chính, Koltur trực thuộc thị xã Tórshavn (đảo Streymoy).
Hiện nay chưa có tuyến tàu phà thường xuyên tới đảo, chỉ có tuyến trực thăng của hãng Atlantic Airways bay thuê bao tới đảo mà thôi.